# Alpaida amambay
Alpaida amambay är en spindelart som beskrevs av Levi 1988. Alpaida amambay ingår i släktet Alpaida och familjen hjulspindlar.
Artens utbredningsområde är Paraguay. Inga underarter finns listade i Catalogue of Life.